# Strange Sensation
Strange Sensation — британський рок-гурт, створений видатним рок-вокалістом Робертом Плантом для супроводу його сольних концертів.

## Історія гурту
Після того, як у 1993 році вийшов його шостий студійний альбом «Fate of Nations» («доля націй»), Плант разом з колишнім гітаристом Led Zeppelin Джиммі Пейджем створили проєкт Page and Plant для спільних записів і гастрольних турів. 
Класика «Led Zeppelin», записана за участі арабських музикантів, завдяки східному колориту звучала незрівнянно, і їх перший альбом «No Quarter» зайняв четвертий рядок у «Billboard». На хвилі успіху Пейдж і Плант спробували продовжити співпрацю, але результат у вигляді «Walking into Clarksdale» був не досить успішним і партнери знову розлучилися, а на початку нового тисячоліття Плант зібрав групу супроводу «Strange Sensation», з якою випустив диск Dreamland (2002). 
Альбом являв собою добірку блюзових і фолкових каверів, а його «мрійлива» атмосфера цілком виправдовувала назву. Він був наповнений фолком, містикою і лірикою і сильно відрізнявся від попередніх "Manic Nirvana" та "Principar Of Moments", які традиційно являли Планта як рок-бунтівника.  
Наступного року на світ з'явилася ретроспективна компіляція «Sixty Six to Timbuktu», яка включала як його ранні сольні записи для CBS Records так і найновішу пісню "Win My Train Fare Home (If I'm Lucky)". 
З новим матеріалом від легендарного Роберта Планта слухачі змогли ознайомитися в 2005 році, коли Плант  за підтримки «Strange Sensation» випустив альбом «Mighty ReArranger», який поєднував етнічну музику різних народів з впливом західної музики з певним містицизмом, з дещо цинічним зверненням до релігії. 
В 2003 році Роберт Плант з групою «Strange Sensation» виступив на НСК «Олімпійський» в Києві в межах світового туру на підтримку альбому "Dreamlend".  
16 вересня 2005 група виступила з піснями Роберта Планта і  Led Zeppelin в американській телевізійній передачі  Soundstage (Чикаго), їх виступ транслювався в сезоні 2006-2007 років, а також вийшов на DVD під назвою Soundstage: Robert Plant and the Strange Sensation. 
Група завершила свої виступи в 2007 році.

## Склад учасників
- Джастін Адамс[en] — бас-гітара, арабський бендір,  переносна стіл-гітара[en], мандоліна, техардант; працював з Джа Вобблом[en], гуртом Tinariwen[en] з Малі і Браяном Ено.
- Джон Бегготт[6] — клавішні музичні інструменти та синтезатори, джаз і тріп-хоп виконавець, а також учасник групи «Portishead».
- Клайв Діммер[7] — бендір і барабани; колишній джазовий барабанщик, який появився в альбомах тріп-хоп, учасник інших гуртів живої музики «Portishead» і «Radiohead».
- Біллі Фуллер[8] — бас-гітара (електричний і вертикальний бас); колишній учасник «Fuzz Against Junk» і учасник гуртів «BEAK>» (з Geoff Barrow з «Portishead»), «The Moles» і «Malakai».
- Роберт Плант – вокал.
- Ліам Тайсон[en] — бас, акустична, електрична та переносна стіл-гітара; бритпоп музикант гуртів «Cast» і «Men from Mars».

## Колишні учасники
- Чарлі Джонс[en] — басист «Page and Plant»
- Майкл Лі[en] — барабанщик «Page and Plant»
- Порл Томпсон — мультиінструменталіст «Page and Plant», колишній учасник гурту «The Cure».